# Stasimopus erythrognathus
Stasimopus erythrognathus là một loài nhện trong họ Ctenizidae. S. erythrognathus được miêu tả năm 1903 bởi William Frederick Purcell.